# فهد فلاته
فهد فلاته (ولد في 12 فبراير 1982)، لاعب كرة قدم سعود في مركز الهجوم،لعب لعدة أندية سعودية بداية من نادي الاهلي، ثم انتقل لنادي الشباب، ثم إلى نادي البسيتين البحريني، ومنه انتقل لنادي الفيصلي، ومنه إلى النادي الوطني ومنه إلى الحزم و بعدها مع الطائي و أخيراً مع الكوكب.

## أهدافه مع الاندية

### مع نادي الشباب
- الدوري السعودي
  - الشباب 2-1 الفيصلي (هدفين)
  - الشباب 4-0 الأنصار (هدف واحد)
  - الشباب 1-0 الرياض (هدف واحد)
  - الشباب 3-1 الشعلة (هدف واحد)
  - الشباب 5-0 الرياض (هدف واحد)
  - الشباب 1-1 الاتحاد (هدف واحد)
- كأس الأمير فيصل بن فهد
  - الشباب 6-1 الطائي (هدف واحد)
  - الشباب 2-1 الأهلي (هدف واحد)
- كأس ولي العهد 
  - الشباب 5-0 الربيع (هدفين)
- مباريات ودية 
  - الشباب 6-0 جيدن أسنيه التشيكي (هدفين)